# Hamza Belahouel
Hamza Belahouel (en arabe : حمزة بلحول) est un footballeur algérien né le 6 août 1993 à Mostaganem. Il évolue au poste d'avant centre.
Ses frères Mohamed Belahouel et El Ghali Belahouel sont également footballeurs.

## Biographie
Lors de la finale de la Coupe d'Algérie 2018, il se met en évidence en inscrivant les deux buts de la victoire de l'USM Bel Abbès contre la JS Kabylie.
La saison suivante, il inscrit un autre doublé, cette fois-ci en championnat. Ce doublé a lieu le 9 octobre 2018, lors de la réception du MO Béjaïa (score : 2-2).
En juillet 2019, Hamza rejoint le CR Belouizdad.
Lors de la saison 2019-2020, il inscrit un nouveau doublé en championnat. Ce doublé a lieu le 24 septembre 2019, sur la pelouse de la JS Kabylie (victoire 0-3).

## Palmarès
- Vainqueur de la Coupe d'Algérie en 2018 avec l'USM Bel Abbès
- Champion d'Algérie avec le CR Belouzidad 2019-2020.
- Vainqueur de la supercoupe d'Algérie en 2020 avec le Cr Belouizdad